# Kasin
A kasinok (hangul: 가신, handzsa: 家神, RR: gasin) a házi szellemek összefoglaló neve a koreai mitológiában. Többféle házi szellem létezik, például a telek szelleme, az aprójószágok védelmezője, a termés vagy épp a bejárat szelleme. Különféle áldozatokkal igyekeznek tisztelegni a szellemek előtt, hogy maradjanak velük, és jó szerencsét hozzanak rájuk. A házi szellemek gyakran a ház körüli tárgyakban élnek, például az onggi edényekben.

## Szongdzsu(Seongju)
A Szongdzsu (Seongju) (성주) szó szerint azt jelenti: „ A kastély tulajdonosa”. Szongdzsu (Seongju), vagyis a ház védő szelleme a legmagasabb rangú szellem a házban, a háztartás minden részét figyeli, és vigyáz a családra. A mitológia szerint az új házzal együtt születik, vagy ha új család alapul. Más mondák szerint házi manó, pártfogó szellem, a tizedik holdhónap szelleme s ugyanakkor sámánszellem. A Szongdzsu (Seongju) felügyeli a háztartást, a bútoroktól kezdve a családi jó szerencséig és békéig. Elhozza a családnak a marhákat, gabonát, rizsföldeket, és selyemruhát otthonra, biztosítja a szülők hosszú életét, az utódok hűségét, jámborságát, és a sikert a gazdaságban és gazdálkodásban.
Rituálisan kell tiszteletet mutatni a Szongdzsu (Seongju)nak rendszeresen, ünnepeken, főleg az első holdhónap tizedik napján és a tizedik holdhónapban, amint szangdalgoszának (sangdalgosának) (상달고사) hívnak, anteken, vagy családi ünnepeken, mint amilyen az első fogadás, vagy esküvők.

## Thodzsu(Teoju)
A Thodzsu (Teoju) (터주) a földet oltalmazó isten, aki a családért és a földterületért felelős. Hívják még Thodzsuhalme (Teojuhalmae) (Föld nagymama) vagy Csisin (Jisin) (지신, Földisten) néven. Kevésbé ismert, mint a többi kasin (gasin), mégis fontos szerepe van a mitológiában.
Úgy hitték, hogy a Thodzsu (Teoju)t az edényben lévő rizs, borsó vagy vörösbab testesíti meg. Mikor a család elköltözött, akkor a szellemeket is vitték magukkal. A Thodzsu (Teoju) tiszteletét a tizedik holdhónap körül tartották, egy a ház női által kiválasztott kedvező napon, az őszi rítus keretében. A nők egész évben imádkoztak hozzá, ha bajban volt a család, egy tál párolt rizzsel és friss vízzel a kútból.

## Opsin(Eopsin)
Az Opsin (Eopsin) (업신) a takarékosság és a jóllét istennője a koreai mitológiában és sámánizmusban.
Egyéb nevei: Opvang (Eopwang), Obüsin (Eopwisin), és Csikhimi (Jikimi) (védelmező) vagy Csipcsikhimi (Jibjikimi) (házvédelmező).
Ő is a házért felelős, de nem olyan, mint a többi kasin (gasin), mert nem cserépedényben, papírban vagy egyéb élettelen tárgyakban testesül meg, hanem állat képében. Gyakran kígyó, varangy vagy menyét, ritkábban szarvasmarha, kakas, kutya vagy sertés képében. Léteznek feljegyzések emberi alakjáról is.
A koreaiak úgy tartották, hogy tiszteletet kell mutatniuk az Opsin (Eopsin)nak, hogy gazdagok legyenek. Éppen ezért nem ártottak a kígyónak, varangynak vagy menyétnek, még akkor sem, ha bement a házba. Ha elhagyta a házat az állat, az azt jelentette, hogy a szellem is otthagyta őket. Éppen ezért igyekezték ezt megakadályozni. Ha az Opsin (Eopsin) elhagyta a házat, az rossz ómen volt a családra nézve.
Ünnepeken vagy betakarítás után imádkoztak és áldozatot mutattak be az Opsin (Eopsin)nak.

## Csovangsin(Jowangsin)
A Csovangsin (Jowangsin) (조왕신) a tűz és tűzhely, a konyha istennője a koreai sámánizmus szerint. Általában a háziasszonyok tartottak neki rituálét. Már nem tartják a tiszteletét, de még most is az egyik legfontosabb koreai istenségnek számít. Már a három királyság idejéből is vannak feljegyzések róla.
A Csovangsin (Jowangsin)t a tűzhely feletti agyagoltárra helyezett vizes tál testesítette meg. A háziasszony minden reggel korán kelt, hogy friss vizet öntsön bele, és letérdelt előtte, jó szerencsét kérve. Főleg a déli részen terjedt el a tisztelete. Egyéb ünnepekkor is tisztelegtek előtte ttok (tteok) rizssüteménnyel és gyümölcsökkel.
Öt szabály volt, amit be kellett tartani, hogy a Csovangsin (Jowangsin) jó hívüket vigye a mennybe:
1. Nem lehet szitkozódni a tűzhely mellett.
2. Nem lehet ráülni a tűzhelyre.
3. Nem lehet a lábat rátenni.
4. A konyha tisztaságát fenn kell tartani.
5. Más istenségnek is lehetett tisztelegni a konyhában.

## Jongvang(Yongwang)
A Jongvang (hangul: 용왕), vagyis sárkánykirály, a folyó és tenger, a házi békesség, a jó egészség, és hosszú élet istene, az aratást, a vadászatot és a biztonságos hajózást is segíti.
Hívják meg Jongsin (Yongsin)nek (sárkányisten).
A sárkány egy isteni lény a koreai mitológiában és őstörténetében is, beleértve a Ko Dzsumong (Go Jumong)-mitológiát Kogurjóban (Goguryeóban), és az államot védelmező sárkány tiszteletét a Silla-kori buddhizmusban.
Az emberek a sárkánykirályt a víz isteneként tisztelték, aki erejével képes irányítani a csapadékot is. Szorosan kapcsolódik a mezőgazdasághoz is. A Sárkánykirályról hiszik még, hogy a halászok fogásait, a szelet és hullámokat is ő befolyásolja, a tenger alatt él a Sárkánypalotában a kincseivel.

## Munsin
A Munsin (문신), Csedzsu-szigeten Mundzson (Munjeon)ként ismert istenség a kapu védelmezője a koreai sámánizmusban. A legnagyobb tisztelet a szigeten nyilvánul meg, ahol nagy kultusza van. Beengedi a házba a jó szerencsét és a gonosz szellemeket távol tartja.
Az első Munsin-féle lény a koreai történelem szerint Cshojong (Choyong) volt. A Szamguk jusza feljegyzései alapján Cshojong (Choyong) visszaverte a betegségszellemet, aki a feleségét támadta meg. Ezek után az emberek Sillában a kapujukra festették a portréját, hogy védelmezze őket az ártó gonosztól.
A Korjo (Goryeo)-dinasztiában a Munsin tiszteletét befolyásolta a taoizmus. Jedzsong (Yejong) király idején feljegyezték, hogy a taoisták a kapuistennek szobrot állítottak.
A félszigeten Csedzsu szigethez képest nagyon korlátozottan jelent meg ennek az istenségnek a tisztelete. Vidéken egyáltalán nem, Szöulban, és egyéb nagyvárosokban, ahol az ajtó, kapu szerepe nagyobb volt, ott is csak nyomokban található meg. Csedzsu szigetén azonban ő számít a legnagyobb kasin (gasin)nak. Ott nem a Szongdzsu (Seongju)t tisztelik a leginkább, hanem a Munsint.

## Szamsin(Samsin)
A Szamsin (Samsin) (삼신) a gyereknevelés, és háztartás sámánikus istene, aki a gyerekek születésére és felnövekedésükre felügyel. Úgy hitték, hogy a gyerekek a Szamsin (Samsin) áldásával születnek, és életüket befolyásolja a Cshilszong (Chilseong) csillagjegy (Big Dipper). Hívják még Szamsin (Samsin) nagyanyónak, Szamsin (Samsin) nagyapónak is.
Néhány családban a Szamsin (Samsin)t egy elhunyt női ős képében tisztelték.
Szertartásokat tartottak gyerekszületésnél, a gyermek betegségénél, vagy ha probléma volt a családban. A gyermek születése napján előkészítettek egy rituális asztalt a Szamsin (Samsin)nak, rajta tengeri hínárral, és hínárlevessel (mijok (miyeok): azóta is szokás ezt enni születésnapokon), párolt rizzsel, és friss vízzel a kútból. Szertartást tartottak még a 100. napon és az első születésnapon. A legnagyobb kultusza Csedzsun volt.

## Cshuksin(Chuksin)
A Cshuksin (Chuksin) (hangul: 측신) vagy Pjonszo kaksi (Byeonso gaksi) (변소각시, „illemhely-kisasszony”) a mellékhelyiség és fürdő istene a koreai mitológiában. A jobban ismert tűzhelyszellemmel és egyéb kasin (gasin)okkal szemben az ő kultusza kisebb.
Úgy hiszik róla, hogy egy fiatal, hosszú hajú szűzlány képében jelenik meg, akit a mellékhelyiségbe száműztek, hogy számolja meg az összes szál haját. Erősnek, és ellenségesnek tartják. Mivel a korabeli mellékhelyiségek sötétek voltak, ezért a gonosz szellemekkel hozzák kapcsolatba.

## Szansin(Sansin)
A Szansin (Sansin) (hangul: 산신) a hegyisten, melynek tisztelete széles körben elterjedt, mint a hegy és a falu védelmezője és irányítója. A kultusza animizmuson, és a természeti erők vallásos hiedelmén alapul. Általában tigris vagy taoista halhatatlan Sinszon (Sinseon) képében jelenik meg. A feljegyzések szerint Tangun (Dangun), a nemzet alapítója is Szansin (Sansin)ná vált halála után. A Szansin (Sansin) lehet férfi vagy női istenség is.

## Szonangdang(Seonangdang)
A Szonangdang (Seonangdang) (서낭당) a falut őrző istenség, a falu határánál helyezkedik el, a hegyoldalban, hegytetőn, vagy hegy lábánál, általában kőoltár, fák, vagy egy szentély formájában.